# Калинин, Денис Борисович
Денис Борисович Калинин (28 апреля 1984, Москва) — российский волейболист, доигровщик, мастер спорта международного класса.
Воспитанник московской СДЮШОР № 73. Выступал за клубы «МГТУ» (2001—2004), «Луч» Москва (2004—2006), «Искра» (2006—2011, 2012/13), московское «Динамо» (2011/12, 2017/18), краснодарское «Динамо» (2013—2015), «Урал» (2015/16), итальянский клуб «Argos volley Sora» из коммуны Сора, польский клуб «Indykpol AZS Olsztyn» из города Ольштын, клуб «Нова».
Женат, трое детей.

## Достижения

### Со сборной России
- Бронзовый призёр Мировой лиги (2009)
- Чемпион летней Универсиады (2009).        Чемпион Европы среди юниоров.               Бронзовый призер чемпионата мира среди молодежи.

### В клубной карьере
- Серебряный призёр чемпионата России: 2007/08, 2001/02, 2008/09, 2011/12
- бронзовый призёр чемпионата России: 2006/07, 2017/18
- Бронзовый призёр Лиги чемпионов (2008/09).Серебряный призёр Кубка Европейской конфедерации волейбола 2010.Бронзовый призёр Кубка Топ команд 2007.
- Обладатель Кубка Европейской конфедерации волейбола (2011/12)[4].